# Păulești (Satu Mare)
Păulești es una comuna ubicada en el distrito de Satu Mare, Rumania.

## Superficie
Posee una superficie de 60,43 kilómetros cuadrados.

## Demografía
Hasta 2021 la población era de 5775 habitantes, con una densidad de población de 95,57 habitantes por kilómetro cuadrado.